# Battaglia di Saint-Mihiel
La battaglia di Saint-Mihiel fu combattuta tra il 12 e il 19 settembre 1918, tra l'American Expeditionary Forces appoggiato da alcune divisioni francesi, e la 5ª Armata tedesca che occupava fin dall'inizio del conflitto il saliente di Saint-Mihiel appoggiata dalla 35ª divisione austro-ungarica.
L'attacco al saliente fu parte del piano del generale statunitense John J. Pershing di aprire un varco tra le linee tedesche per arrivare alla cattura della città fortificata di Metz, sfondare la Linea Hindenburg e quindi entrare in territorio tedesco.
Questa azione dimostrò agli Stati Maggiori britannici e francesi la capacità militare e organizzativa nell'esercito americano, che fino a quel momento aveva operato sempre in supporto e sotto il comando di inglesi e francesi.
E anche se il piano di sfondamento nella città francese di Metz non avvenne, e lo sfondamento della linea del fronte avvenne solo con la battaglia della Mosa-Argonne, il successo americano e la conquista del saliente rivelarono le abilità organizzative americane, grazie al ruolo significativo avuto nell'attacco dall'United States Army Air Service (la futura USAF), e l'ottimo utilizzo dell'artiglieria.

## Preludio
Il generale Pershing pensava fosse indispensabile un attacco nella zona di Saint-Mihiel, che avrebbe portato gli eserciti Alleati ad impossessarsi della cittadina di Metz, ma soprattutto dell'importante snodo ferroviario che la cittadina possedeva, e che avrebbe fornito un migliore supporto logistico, che le ferrovie di Verdun non garantivano.
I tremendi ingorghi di uomini, mezzi e rifornimenti costituivano un problema, rallentando le operazioni alleate e rendendo difficile l'organizzazione di operazioni in grande stile, come appunto quella ideata da Pershing e dagli alleati di attaccare la Germania, penetrando nel suo territorio.

### Le forze Alleate
Al comando del generale Pershing, oltre a circa 18 divisioni di fanteria, vi era anche un cospicuo numero di carri armati. Pershing era rimasto bene impressionato dall'uso della nuova arma terrestre durante l'offensiva inglese di Cambrai.
A supporto dell'AEF furono utilizzati due battaglioni corazzati comandati dal colonnello George S. Patton, (il 326º e il 327º battaglione) per un totale di 144 carri armati francesi Renault FT, e un ulteriore aiuto fu dato dalla 1ª Brigata Artiglieria d'Assalto francese armata con 216 FT e 59 Schneider CA1; per un totale di 419 carri armati a supporto della fanteria.

### La linea difensiva tedesca
I tedeschi, dal canto loro, si rinforzarono con trinceramenti e filo spinato e installarono nuovi nidi di mitragliatrici, a difesa della linea del fronte che proteggeva alcuni villaggi come Vigneulles, Thiaucourt, e Hannonville-sous-les-Côtes, che se presi sarebbero serviti da supporto logistico per gli alleati.
Tuttavia l'esercito tedesco in quel settore era carente di uomini, e incapace di compiere un secondo contrattacco, così i comandi tedeschi decisero di spostare uomini e armi dal saliente, per consolidare le posizioni sulla Linea Hindenburg.
L'alto Comando germanico, informato dal controspionaggio americano che l'attacco imminente era diretto verso Mulhouse, avevano ritirato alcuni pezzi d'artiglieria pesante dai boschi sopra la cittadina di Saint-Mihiel, che rimase così povera di difese.

## La battaglia

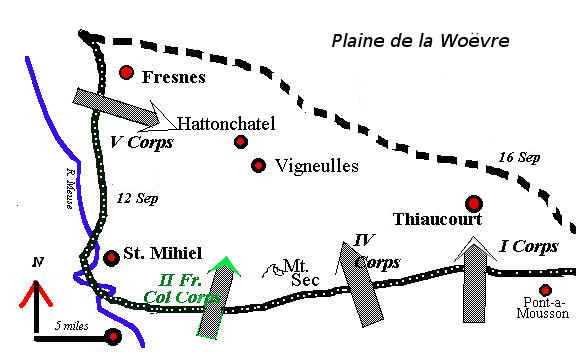
Mappa della Battaglia

La mattina del 12 settembre ebbe inizio la battaglia: 200 000 americani, appoggiati da 48 000 francesi, presero ad avanzare sotto una pioggia battente su un fronte di 40 km. Nel corso dell'avanzata artiglieri americani spararono oltre 100 000 granate al fosgene, martellando le linee tedesche e mettendo fuori combattimento 9 050 soldati tedeschi, nei cieli entrarono in azione 1 483 aerei statunitensi, francesi, italiani, belgi, portoghesi e brasiliani tutti affidati al comando americano, il più alto numero di velivoli mai visto dall'inizio della guerra.
I tedeschi non riuscirono a reggere l'urto: in 48 ore gli americani catturarono 13 000 prigionieri e 200 pezzi d'artiglieria e l'alto comando tedesco fu stupito dalla rapidità dei successi alleati.

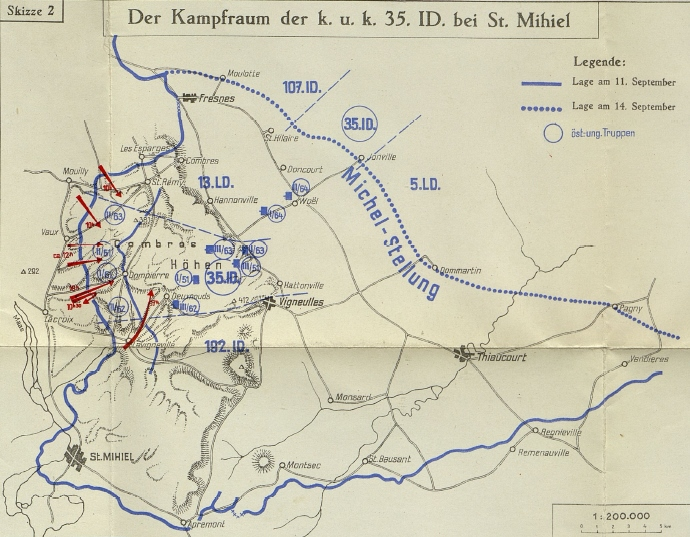
Dislocazione delle truppe austro-ungariche a Saint-Mihiel

Furono condotti 3 attacchi alla linea germanica: il I Corpo d'armata americano (da destra a sinistra con le divisioni 82ª, 90ª, 5ª, e la 2ª con la 78ª di riserva) attaccò sul lato destro del fronte, verso Pont-à-Mousson, con l'ausilio del IV Corpo d'armata (da destra a sinistra, con le divisioni, 89ª, 42ª, e 1ª, con la 3ª in riserva) attaccò sulla sinistra del I Corpo, verso Limey Marvoisin.
Il V Corpo d'armata (da destra a sinistra con le divisioni 26ª, 15ª Divisione coloniale, l'8ª brigata, con la 4ª in riserva) attaccò invece da nord di Saint-Mihiel, dalle alture della Mosa, e infine la 39ª Divisione Coloniale, la 26ª divisione francese, e la 2ª Divisione di Cavalleria del II Corpo d'armata francese attaccò a sud-ovest di Saint-Mihiel.
A difesa del saliente erano poste 8 divisioni e due di riserva, che continuando a difendersi iniziarono lentamente a ritirarsi dal saliente già dal primo giorno. Il 13 settembre Pershing ordinò di continuare l'avanzata con maggiore velocità fino a che la 1ª divisione americana attaccante da est si congiunse con la 26ª americana attaccante da sud-ovest. A mezzogiorno le truppe francesi entrarono a Saint-Mihiel, e poche ore dopo Philippe Pétain spiegò che sebbene a liberare la città fossero state le truppe francesi, l'avevano fatto come parte della 1ª Armata americana, i cui soldati avevano reso possibile questa vittoria.
La sera stessa gli americani entrarono a Thiancourt, dove catturarono il professor Otto Schmeernkase, che un comunicato francese definì "lo specialista tedesco dei gas, colui che ha fatto del cloro un moderno strumento di tortura".
La battaglia durò anche nei giorni seguenti con massicci attacchi congiunti in direzione di Vigneulles dal IV e V Corpo d'armata, avvolgendo con l'aiuto del II Corpo coloniale francese a sud le forze tedesche, rimaste ormai a corto di munizioni e uomini.

## La vittoria

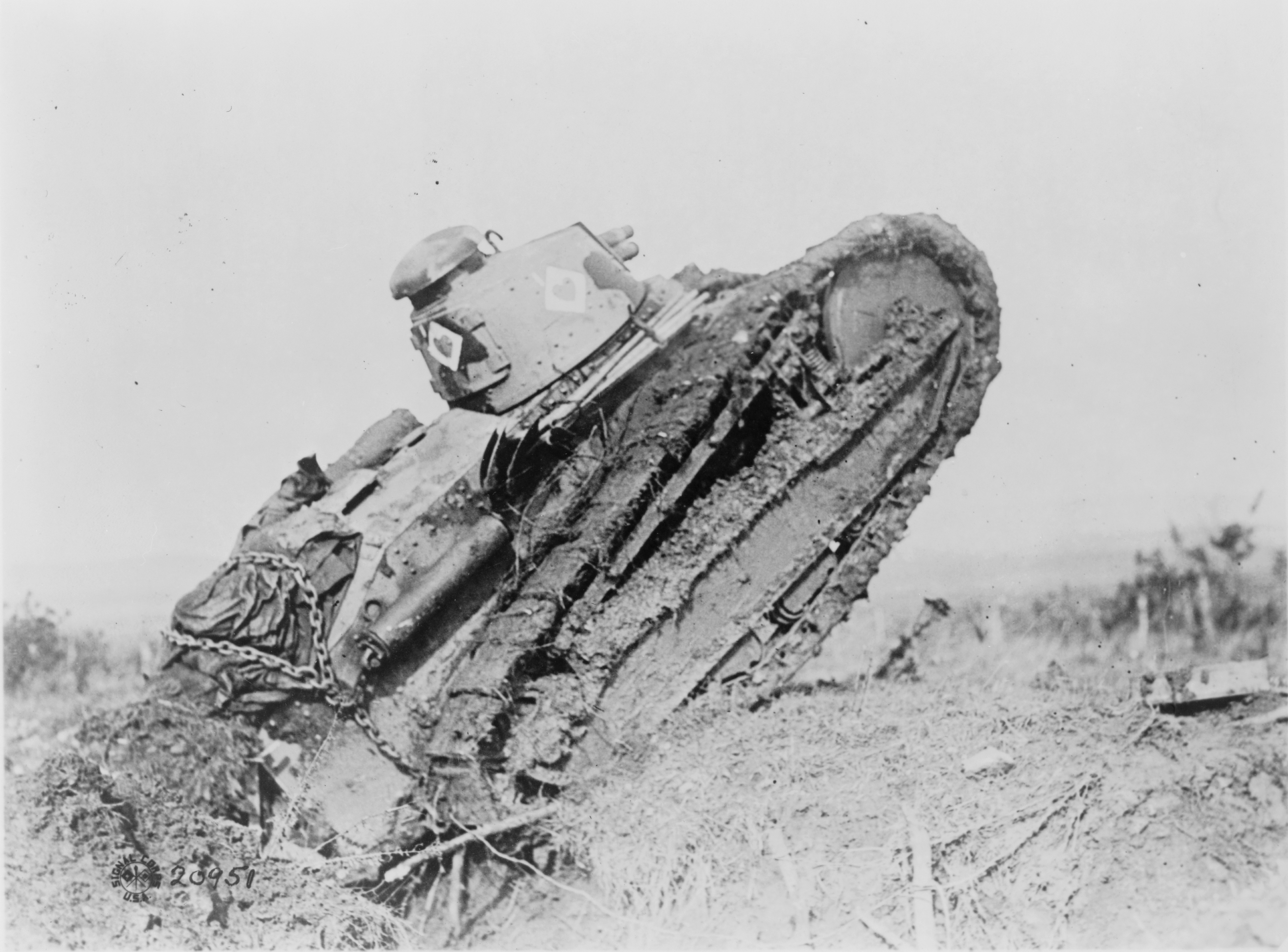
FT-17 in azione presso Saint-Michel, Francia

Pershing utilizzò molto bene le risorse a sua disposizione, l'impiego dei carri armati a sostegno della fanteria fu determinante, la pianificazione della battaglia fu di aiuto, ma soprattutto quello che mai si era compiuto durante la prima guerra mondiale era il fatto rivoluzionario che gli ufficiali erano sul campo di battaglia insieme alle truppe. Questo permise alle truppe di ricevere gli ordini direttamente e non a distanza di chilometri, e di essere dirette nelle loro azioni nel migliore dei modi.
Un esempio fu il colonnello George Patton, che portò i suoi uomini al fronte, gestendo in prima persona il caos delle operazioni. Il successo nella battaglia non fu di poco conto, i soldati americani ottennero finalmente i giusti riconoscimenti e liberarono una città occupata fin dal 1914.
Douglas MacArthur, giovane comandante di un reggimento di artiglieria, era tuttavia convinto che alla vittoria di Saint-Mihiel avrebbe dovuto far seguito la presa di Metz, evitando il massacro nelle Argonne, ma Foch, Petain e Haig si predisposero per un'offensiva congiunta quindici giorni dopo, appunto l'Offensiva della Mosa-Argonne.
Ma il desiderio di MacArthur si scontrava con i numeri che la vittoria aveva messo a nudo, ancora problemi di ordine logistico paralizzarono gli Alleati,. Patton fu costretto ad aspettare 32 ore i rifornimenti di carburante necessari per coprire i 14 km dell'avanzata, il rancio non arrivava e non fu possibile compiere alcuna avanzata verso Metz.